# Sočkovac
Sočkovac (en serbe cyrillique : Сочковац) est un village de Bosnie-Herzégovine. Il est situé dans la municipalité de Petrovo et dans la république serbe de Bosnie. Selon les premiers résultats du recensement bosnien de 2013, il compte 845 habitants.

## Histoire
Jusqu'à la guerre de Bosnie-Herzégovine, Sočkovac faisait partie de la municipalité de Gračanica ; à la suite des accords de Dayton, la localité a été rattachée à la municipalité de Petrovo nouvellement créée et intégrée à la république serbe de Bosnie.

## Démographie

### Évolution historique de la population dans la localité
| 1948 | 1953 | 1961 | 1971  | 1981  | 1991  | 2013 |
| ---- | ---- | ---- | ----- | ----- | ----- | ---- |
| -    | -    | 905  | 1 020 | 1 079 | 1 121 | 845  |

|  |